# Albatros B.I
 (avril 2025).
Si vous disposez d'ouvrages ou d'articles de référence ou si vous connaissez des sites web de qualité traitant du thème abordé ici, merci de compléter l'article en donnant les références utiles à sa vérifiabilité et en les liant à la section « Notes et références ».
L’Albatros B.I est un biplan biplace de reconnaissance allemand de la Première Guerre mondiale.

## Un biplace d'observation militaire
C’est en 1913 que l’ingénieur Grohmann dessina ce biplan biplace en tandem d’observation portant la désignation constructeur L-1. Ayant établi un record d’altitude début 1914, cet appareil fut mis en service par la Luftstreitkräfte comme Albatros DD-1 (Doppeldecker 1), mais au début de la Première Guerre mondiale le système de désignation des appareils militaires allemands fut standardisé et ce biplace non armé devint donc l'Albatros B.I. Retiré de première ligne en 1915 car trop vulnérable, on en comptait encore environ 70 exemplaires en service dans les écoles en septembre 1917, et quelques exemplaires étaient toujours utilisés comme avion de début au moment de l’armistice.

## Description
Cet appareil réputé pour sa robustesse était construit en bois, les ailes étant entoilées et le fuselage recouvert de contreplaqué, comme l’empennage. Aménagé avec deux habitacles en tandem, le pilote étant assis à l’arrière, il reposait sur un train classique fixe, un patin articulé sur l’essieu du train principal servant de frein. L’hélice bipale en bois était entraînée par un moteur six cylindres en ligne Mercedes qui passa progressivement de 75 à 100 puis 120 ch.

## Adopté par l’aviation austro-hongroise
L’aviation militaire austro-hongroise ayant décidé d’utiliser cet appareil, Albatros livra à sa filiale Österreiche Albatros Werke (OAW) un exemplaire destiné à évaluations avant de devenir modèle de production. L’Autriche n’utilisant pas encore le même système de désignation des aéronefs que l’Allemagne, cet appareil devint le DDK, [20.01] et fut suivi de 9 exemplaires de série, dont quelques appareils modifiés pour tester une nouvelle voilure dessinée par Knoller. OAW a ensuite produit des Albatros B.I (désignation standardisée) dans la série [21-xx], les [23.01/32] avec voilure Knoller et environ 70 exemplaires dans la série [24-xx]. À noter que le [20.01], qui ne fut jamais livré au front, est aujourd'hui exposé au Heeresgeschichtliches Museum autrichien.

## Des dérivés
- Une version hydravion à flotteur fut également réalisée pour la Kaiserliche Marine, désignée Albatros WDD, puis Albatros W.1 après le début de la Première Guerre mondiale.

- Après avoir obtenu un exemplaire capturé, Lebedev (de) réalisera dans son usine de Saint-Pétersbourg des Lebed XI (en) (appareils capturés et reconditionnés) et Lebed XII en adaptant un moteur en étoile Salmson sur la cellule de l’Albatros B.I.

## Autres utilisateurs
Quelques exemplaires (capturés) furent utilisés par les Pays-Bas et la Pologne après la Première Guerre mondiale et une petite série fut livrée à la Turquie en 1915/1917 pour la formation des équipages turcs.